# Refuge de l'île Snow Hill
Le refuge de l'île Snow Hill ou cabane de Nordenskjöld est une cabane de bois construite en février 1902 par le corps principal de l'expédition antarctique suédoise commandée par Otto Nordenskjöld, qui utilise l'île Snow Hill comme base arrière pour explorer les zones environnantes entre 1901 et 1903. Elle se trouve sur la côte orientale de l'île, à l'est de la péninsule antarctique. La cabane est actuellement administrée par la République argentine, sous le nom de Refugio Suecia,,,.
Depuis le 26 juillet 1965, le refuge est classé Monument historique national de la République argentine, à la suite du décret no 6058 et considéré comme faisant partie de la province de Terre de Feu, Antarctique et Îles de l’Atlantique Sud. Il est également protégé par le Traité de l'Antarctique, qui le classe comme Site et monument historique de l'Antarctique no 38, à travers la désignation RCTA VII-9 de 1972, à la suite d'une proposition conjointe de l'Argentine et du Royaume-Uni devant la Réunion consultative du Traité de l'Antarctique,,.

## Cabane de Nordenskjöld

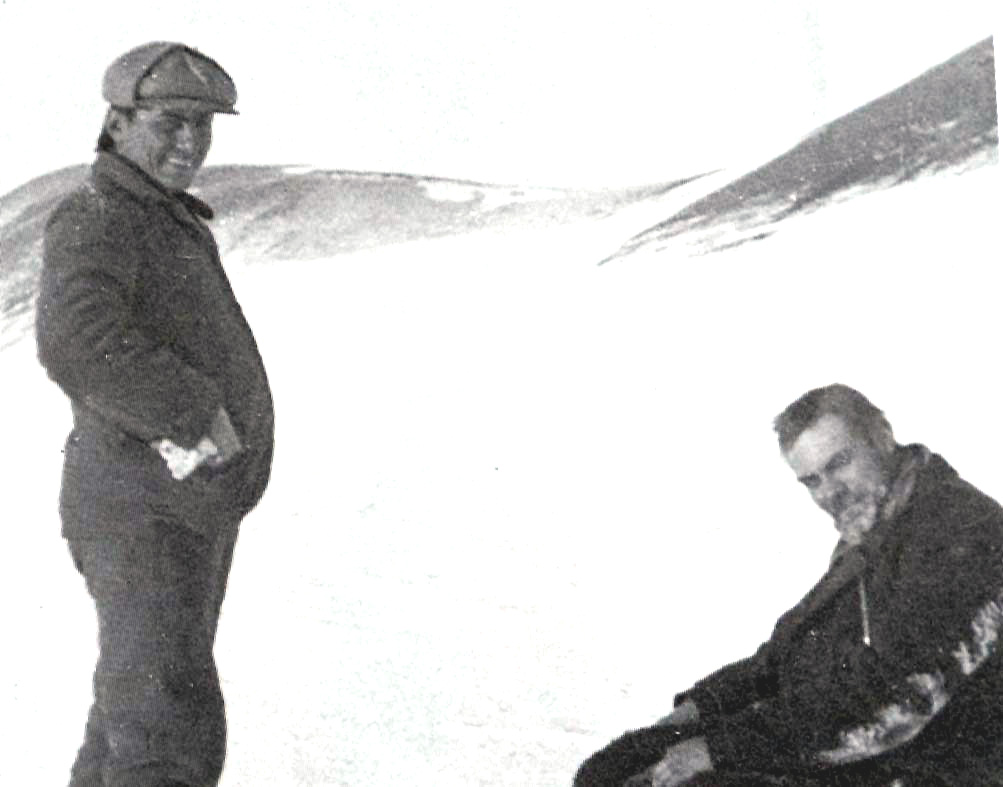
Otto Nordenskjöld (à droite) avec José María Sobral (à gauche) sur l'île Snow Hill, vers 1904.

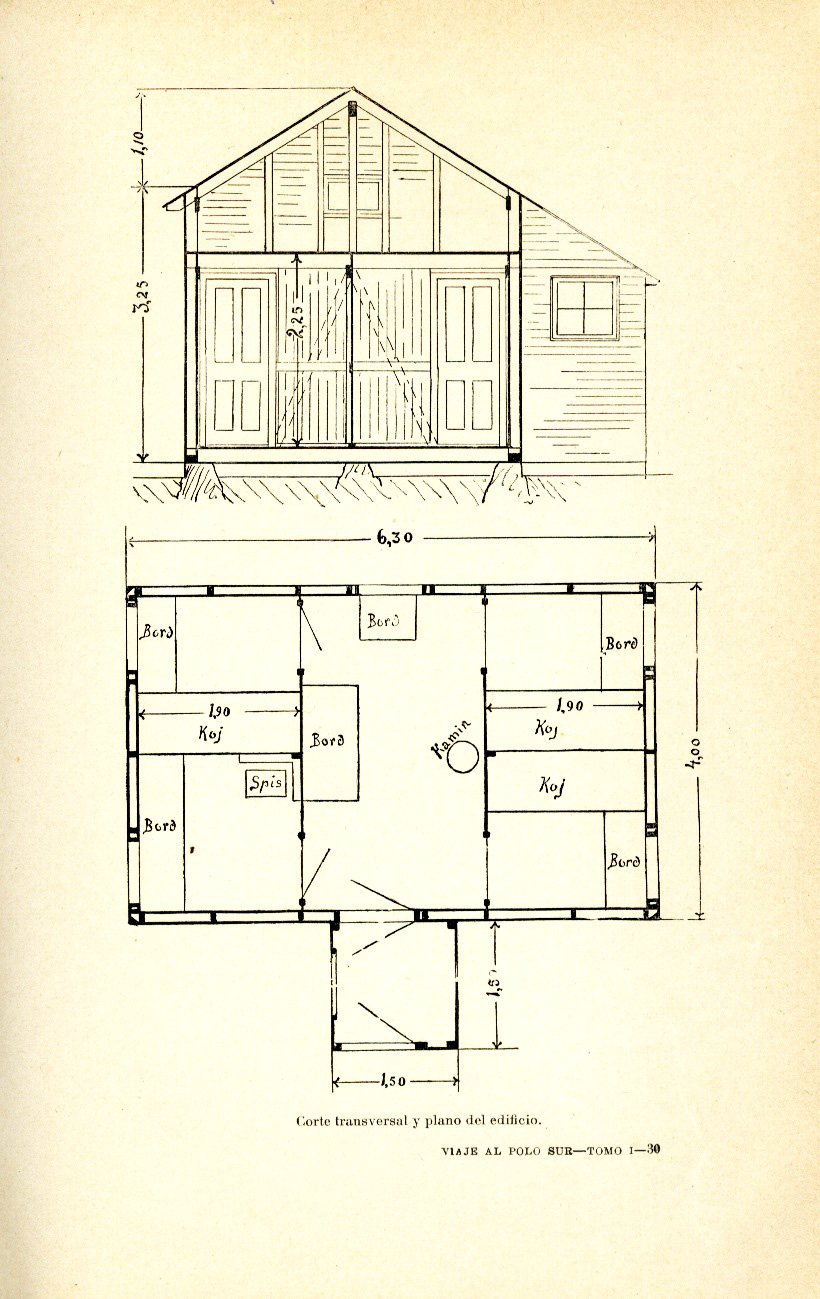
Plans du refuge d'Otto Nordenskjöld.

Le 12 février 1902, les membres de l'expédition antarctique suédoise d'Otto Nordenskjöld arrive sur l'île Snow Hill à bord du voilier Antarctic, doté d'un moteur auxiliaire à vapeur. Le capitaine du navire est Carl Anton Larsen.
Sur l'île, le chef de l'expédition doit passer l'hiver en compagnie du météorologue Gösta Bodman, du médecin Erik Ekelöf et du matelot Gustaf Åkerlundh, tous de nationalité suédoise, du musher norvégien Ole Jonassen et de l'enseigne de vaisseau argentin José María Sobral. Ils effectuent des travaux de recherche météorologiques, magnétiques, astronomiques et hydrographiques, et des expéditions sur la mer de glace vers les îles voisines et la zone près de la péninsule antarctique, région qui sera connue par la suite sous le nom de côte Nordenskjöld (es) et qui s'étend au sud-ouest de l'île.
Sur la côte nord-est de l'île est érigée une cabane préfabriquée en bois, recouverte à l'extérieur par des feuilles de carton bitumées. Elle se compose de quatre petites pièces, trois chambres pouvant accueillir deux personnes chacune, la cuisine et un espace intermédiaire pouvant être utilisé comme réfectoire et salle de travail. Elle possède également une mezzanine destinée au rangement des ustensiles et au stockage des vivres. Elle dispose de doubles portes qui laissaient, entre elles, un espace pour un petit vestibule. La cabane mesure 6,5 m de long par 4 m de large. Elle se révéla être confortable pendant les deux hivers que passèrent à l'intérieur les quatre membres de l'expédition. Nordenskjöld dira par la suite que s'il devait utiliser ce type de cabanes dans une prochaine expédition, l'isolation serait encore plus efficace si elle était équipée d'une double paroi, et que l'espace interstitiel était rempli avec de la sciure. Il indique également que le plancher de la mezzanine devrait être recouvert d'une bâche imperméable, puisque les compotes qui y avaient été stockées gouttaient continuellement dans les chambres situées en dessous, les bocaux en verre dans lesquels elles avaient été placées ayant explosé après avoir gelé. À côté de la cabane, une annexe est construite pour mener les observations magnétiques et stocker plusieurs boîtes d'instruments météorologiques.
Le mois de décembre venu, le navire Antarctic qui devait les récupérer, ne put atteindre l'île en raison de la glace épaisse qui s'était formée cette année-là le long de la péninsule antarctique, aussi les membres de l'expédition durent passer un hiver de plus (celui de 1903) dans la cabane. Ils ne manquèrent pas de vivres ayant prévu une quantité de nourriture très importante lors de leur débarquement sur l'île. L’Antarctic se trouvait à trois jours de navigation de l'île lorsque les tentatives de trouver un passage à travers la glace se révélèrent infructueuses.
Voyant qu'aucun chemin ne pouvait être ouvert à travers la glace, trois hommes débarquèrent du navire : Johan Gunnar Andersson, Samuel Duse et Toralf Grunden, avec un traineau et des provisions pour quelques jours. Ils devaient marcher sur la mer de glace, à proximité du rivage, jusqu'au refuge de l'île Snow Hill pour prévenir de l'impossibilité pour le navire de venir récupérer Nordenskjöld et ses hommes et leur proposer de marcher en direction du nord, jusqu'au point où ils avaient débarqué et où l'équipage du navire avait déposé des provisions abondantes et où ils pourraient être rembarqués. Ils avaient calculé que le voyage pour se rendre au refuge ne durerait pas plus de quatre jours, mais ils se rendirent compte que la mer était libre de glaces et qu'ils étaient séparés de l'île par une étendue d'eau liquide. Comme il n'y avait pas de glace de mer sur laquelle ils avaient avancé jusque-là sans difficulté, ils devraient continuer le voyage par la terre et, une fois parvenus à la hauteur de l'île, la rejoindre depuis la terre ferme.
Le chemin emprunté sur la terre ferme qui pouvait les conduire en direction du sud était très rocheux, pour des personnes qui n'y étaient pas préparées, et ils avancèrent avec grande difficulté. Le mauvais temps de l'hiver à venir se leva de manière inattendue et ils ne pouvaient plus avancer en direction de l'île Snow Hill ni revenir au point où ils avaient débarqué. Ils décidèrent alors de passer l'hiver dans ce lieu inhospitalier, aussi, ils construisent un petit refuge de pierres, adossé à une paroi rocheuse, qu'ils recouvrirent avec le traineau et une bâche. Ils étaient partis de navire avec très peu de provisions, le voyage en direction du refuge devant être court et la marche sur la mer gelée ne présentant que peu de difficultés. Ils profitèrent des quelques heures de beau temps pour tuer des centaines de manchots et quelques phoques, qui se trouvèrent vite congelés. Il s'agira des seuls aliments et graisse de cuisson dont ils disposeront jusqu'à ce que le beau temps revienne et qu'ils puissent continuer le voyage, à nouveau sur la mer gelée, et finir par rejoindre la cabane et ses six occupants. 
L’Antarctic, après avoir débarqué les trois hommes qui devaient marcher en direction du refuge, navigua à nouveau afin d'essayer de trouver un passage libre de glace à l'est de la péninsule antarctique, qui lui permette d'atteindre l'île en faisant un détour. Cependant, il finit par être cerné par la glace qui brisa sa coque et le coula. Les naufragés parviennent avec les barques à atteindre l'île Paulet où ils construisirent une cabane en pierre, utilisant les barques et les voiles pour la toiture. Ils érigèrent un cairn au sommet de l'île afin de signaler leur présence.
Neuf mois plus tard, la corvette argentine ARA Uruguay, commandée par le capitaine Julián Irizar (es), qui était partie à la recherche des explorateurs, trouvant une mer libre de glace, parvient à proximité de l'île Snow Hill et put rembarquer les neuf hommes qui s'y trouvaient. Le navire argentin rembarqua également les hommes qui se trouvaient sur l'île Paulet avant de ramener les membres de l'expédition à Buenos Aires.

## Refuge argentin
Le 8 janvier 1954, le capitaine de frégate Luis T. De Villalobos, commandant le navire de transport  ARA Bahía Aguirre, prend possession des installations au nom du gouvernement de la République argentine et rebaptise la cabane : Refugio Suecia (littéralement : « refuge Suède »),,,. Simultanément, le refuge naval Betbeder (es) est construit à proximité,. La cabane a été restaurée par l'Institut antarctique argentin (es). Elle a été transformée en un musée qui expose des objets utilisés pendant l'expédition suédoise. Sa conservation a été confiée de manière conjointe à l'Argentine et à la Suède,. Elle est classée comme monument historique de l'Antarctique.